# Eugenit
Eugenit ist ein selten vorkommendes Mineral aus der Mineralklasse der „Elemente“ mit der chemischen Zusammensetzung Ag11Hg2 und damit chemisch gesehen eine natürliche Legierung oder besser ein Amalgam aus Silber und Quecksilber.
Eugenit kristallisiert im kubischen Kristallsystem und findet sich meist in Form unregelmäßiger Körner von bis zu 4 mm Größe. Das in jeder Form undurchsichtige (opake) Mineral zeigt auf den Oberflächen der silberweißen Körner einen metallischen Glanz. Im Auflicht erscheint es dagegen weiß mit einem schwachen Gelbstich. Die Strichfarbe von Eugenit ist allerdings ebenfalls silberweiß.

## Etymologie und Geschichte
Eugenit wurde erstmals in der Zechstein-Kupfer-Lagerstätte in der polnischen Woiwodschaft Niederschlesien entdeckt. Für die Analyse des Minerals wurden Silberamalgam-Proben aus den Gruben „Lubin“ und „Rudna“ im Powiat Lubiński sowie „Polkowice“ im benachbarten Powiat Polkowicki enthielten, allerdings wiesen nur die Proben der Grube Lubin eine Zusammensetzung auf, die der für den Eugenit definierten Zusammensetzung nahe kamen. Die Erstbeschreibung des Minerals erfolgte durch Henryk Kucha, der es nach dem österreichischen Mineralogen Eugen Friedrich Stumpfl (1931–2004) benannte, um dessen Beiträge zur Erforschung von Edelmetallen (hauptsächlich Platinmetallen) zu ehren.
Kucha reichte seine Untersuchungsergebnisse und den gewählten Namen 1981 zur Prüfung bei der International Mineralogical Association (interne Eingangs-Nr. der IMA: 1981-037) ein, die den Eugenit als eigenständige Mineralart anerkannte. Die Publikation der Erstbeschreibung folgte 1986 im polnischen Fachmagazin Mineralogia Polonica.
Das Typmaterial des Minerals wird im Institut für Geologie und Mineral-Lagerstätten in Krakau (Polen) aufbewahrt. Die Sammlungsnummer ist nicht dokumentiert.

## Klassifikation
Da der Eugenit erst 1981 als eigenständiges Mineral anerkannt wurde, ist er in der seit 1977 veralteten 8. Auflage der Mineralsystematik nach Strunz noch nicht verzeichnet.
Im zuletzt 2018 überarbeiteten und aktualisierten Lapis-Mineralienverzeichnis nach Stefan Weiß, das sich im Aufbau noch nach dieser alten Form der Systematik von Karl Hugo Strunz richtet, erhielt das Mineral die System- und Mineral-Nr. I/A.02-28. In der „Lapis-Systematik“ entspricht dies der Klasse der „Elemente“ und dort der Abteilung „Metalle und intermetallischen Verbindungen“, wo Eugenit zusammen mit Aurihydrargyrumit, Belendorffit, Bleiamalgam, Goldamalgam, Kolymit, Luanheit, Moschellandsbergit, Paraschachnerit, Potarit, Quecksilber, Schachnerit und Weishanit die unbenannte Gruppe I/A.02 bildet.
Die von der International Mineralogical Association (IMA) zuletzt 2009 aktualisierte 9. Auflage der Strunz’schen Mineralsystematik ordnet den Eugenit ebenfalls in die Abteilung der „Metalle und intermetallischen Verbindungen“ ein. Diese ist allerdings weiter unterteilt nach den in der Verbindung vorherrschenden Metallen, die entsprechend ihrer verwandten Eigenschaften in Metallfamilien eingeteilt wurden. Eugenit ist hier entsprechend seiner Zusammensetzung in der Unterabteilung „Quecksilber-Amalgam-Familie“ zu finden, wo es als einziges Mitglied die unbenannte Untergruppe 1.AD.15c innerhalb der „Silberamalgam-Gruppe“ (1.AD.15) bildet.
Auch die vorwiegend im englischen Sprachraum gebräuchliche Systematik der Minerale nach Dana ordnet den Eugenit in die Klasse und dort in die gleichnamige Abteilung der „Elemente“ ein. Hier ist er in der „Silberamalgam-Legierungen“ mit der System-Nr. 01.01.08 innerhalb der Unterabteilung „Elemente: Metallische Elemente außer der Platingruppe“ zu finden.

## Kristallstruktur
Eugenit kristallisiert im kubischen Kristallsystem in der Raumgruppe I43m (Raumgruppen-Nr. 217) mit dem Gitterparameter a = 10,02 Å, sowie vier Formeleinheiten pro Elementarzelle.

## Bildung und Fundorte
Eugenit bildet sich in niedrig-gradigen Kupfersulfidvererzungen in Schwarzschiefer- und Karbonatgesteinen. Als Begleitminerale treten unter anderem Ankerit, Calcit, Chalkosin, Covellin, Gips, Hämatit und Tennantit auf.
Als seltene Mineralbildung konnte Eugenit nur an wenigen Orten nachgewiesen werden, wobei bisher weltweit knapp 20 Fundstellen dokumentiert sind. Außer an seiner Typlokalität, der Grube Lubin im Powiat Lubiński, trat das Mineral in Polen noch in der Grube Sieroszowice bei Polkowice (deutsch: Polkwitz) in Niederschlesien auf.
Der bisher einzige bekannte Fundort in Deutschland ist der ehemalige Steinbruch Schahn (auch Schaan oder Basaltlavatagebau Hubertusruh) bei Baumholder in Rheinland-Pfalz, der heute Teil eines unzugänglichen Truppen-Übungsplatzes ist. Auch in Österreich ist mit der antiken Kupfer-Silber-Grube am Röhrerbühel im Bezirk Kitzbühel (siehe auch Kupferbergbau auf der Kelchalpe) bisher nur ein Fundort bekannt.
Weitere Fundorte liegen unter anderem in Australien (New South Wales), Chile (Atacama), Marokko (Drâa-Tafilalet) und Souss-Massa, Myanmar (Mandalay), Namibia (Tsumeb), Norwegen (Buskerud), Russland (Sacha), Schweden (Västmanland) und den Vereinigten Staaten von Amerika (Arizona, Michigan und Washington).